# Konstitutsioonierakond
Die Konstitutsioonierakond - EUPP (deutsch Verfassungspartei, russisch Конституционная партия) war bis 2008 eine russische Minderheitenpartei in Estland.
Die Partei wurde 1994 gegründet. Bis Februar 2006 trug sie den Namen Eestimaa Ühendatud Rahvapartei („Estländische Vereinigte Volkspartei“). Mit dem neuen Namen bezog sich die Partei auf die Europäische Verfassung, deren Werte sie unterstützt und deren Regelungen sie in Estland zur Anwendung gebracht sehen will.
Die Konstitutsioonierakond bezeichnete sich als pragmatische Partei ohne feste Links-Rechts-Position. Sie sah sich vor allem als politische Vertreterin der russischsprachigen Minderheit in Estland.
Die Partei trat für eine enge Partnerschaft mit Russland sowie eine Stärkung der politischen und sozialen Rechte der russischsprachigen Bevölkerung Estlands ein. Sie forderte die bedingungslose Einbürgerung aller legal in Estland lebenden Menschen. Scharf wandte sich die Partei 2007 gegen die Verlegung des sowjetischen Soldatendenkmals aus der Innenstadt von Tallinn, das an die Eroberung Tallinns durch die Rote Armee 1944 erinnern sollte. Die Partei trat auch gegen den Neonazismus ein, unter anderem mit einer Mahnwache vor der Deutschen Botschaft in Tallinn.
Von 1999 bis 2003 hatte die Partei mit einem Wahlergebnis von 6,13 % noch sechs Sitze im estnischen Parlament inne. Danach scheiterte sie an der Fünf-Prozent-Hürde. 2003 erhielt sie lediglich 2,2 % der abgegebenen Stimmen, bei der estnischen Parlamentswahl 2007 stimmten nur 1,0 % der Wähler für die Partei.
Im Juni 2008 fusionierte die Partei mit der Estnischen Linkspartei zur „Estländischen Vereinigten Linkspartei“ (Eestimaa Ühendatud Vasakpartei). Sie trat allerdings bei der Parlamentswahl 2011 nicht mehr an.
Damit ist seit 2003 keine russische Minderheitenpartei mehr im estnischen Parlament vertreten. Die meisten russischsprachigen Wähler wechselten zur Estnische Zentrumspartei. 